# Test Wonderlic
Le test Wonderlic (anglais : Wonderlic Personnel Test) est un test d'intelligence développé au début des années 1970, notamment utilisé à des fins de recrutement sportif.
Le test dure douze minutes et est composé de cinquante questions pour évaluer l'aptitude à l'apprentissage d'un emploi et la facilité à résoudre les problèmes pour les employés dans un large éventail de professions.
Le score est calculé en fonction du nombre de bonnes réponses données dans le temps imparti. Un score de « 20 » est destiné à indiquer intelligence moyenne.
Une nouvelle version appelée « Wonderlic Personnel Test - Revised » a été publiée en janvier 2007 afin de mettre à jour les questions afin qu'elles soient plus appropriées pour le XXIe siècle.

## Usage dans la NFL
Ce test est devenu plus connu pour son utilisation dans la National Football League (NFL) afin d'évaluer avant la draft les performances cognitives des futurs joueurs professionnels de football américain.
Selon The New Thinking Man's Guide Pro Football de Paul Zimmerman, voici des exemples de scores moyens pour chaque position de joueur :
- Offensive tackle - 26
- Centre - 25
- Quarterback - 24
- Offensive guard - 23
- Tight end : 22
- Safety : 19
- Linebacker : 19
- Cornerback : 18
- Wide receiver : 17
- Fullback : 17
- Halfback : 16

Pat McInally, diplômé de l'université Harvard, est le seul joueur de football à avoir eu un score confirmé parfait de 50.
Un joueur de football américain a un score en moyenne autour de 20.

## Autres exemples de scores moyens
Un score d'au moins 10 points est normalement signe d'une personne alphabétisée. Des exemples pour différentes professions :
- Chimiste : 31
- Développeur : 29
- Journaliste : 26
- Vendeur : 24
- Guichetier (Banque) : 22
- Commis : 21
- Agent de sécurité : 17
- Manutentionnaire : 15